# Diplopeltis huegelii
Diplopeltis huegelii är en kinesträdsväxtart. Diplopeltis huegelii ingår i släktet Diplopeltis och familjen kinesträdsväxter.

## Underarter
Arten delas in i följande underarter:
- D. h. huegelii
- D. h. lehmannii
- D. h. subintegra